# Hyalurgus tomostethi
Hyalurgus tomostethi là một loài ruồi trong họ Tachinidae.